# Околица (Могилёвская область)
Око́лица (бел. Ако́ліца) — деревня в составе Горбацевичского сельсовета Бобруйского района Могилёвской области Белоруссии.

## Этимология
В основе топонима «Околица» лежит слово «околица», обозначающее вид сельского поселения, состоящего из нескольких фольварков или хуторов.

## Географическое положение
Деревня Околица расположена в 15 км на юго-запад от Бобруйска и в 125 км от Могилёва. В 17 км от деревни расположена железнодорожная станция Березина на линии Бобруйск — Жлобин. На востоке от населённого пункта Околица протекает река Брожа (по другим данным, Брожка), левый приток Березины. Транспортные связи осуществляются по просёлочной дороге, далее используется для передвижения автодорога Бобруйск — Глуск.
Планировку составляют две короткие улицы. Деревянная застройка в основном представлена домами усадебного типа.

## История
Свидетельством в пользу заселения данной территории в глубокой древности служит археологический памятник — древний курганный могильник. Он находится на расстоянии 1 км на север от деревни Околица и состоит из сорока насыпей. Эти курганы, расположенные в лесу, имеют высоту от 0,4 до 2 м (высота большинства же 1,1—1,6 м). Диаметр насыпей колеблется от 6 до 15 м. По состоянию на 1986 год сохранность курганного могильника оценивалась как хорошая. Его открытие совершил в 1964 году Л. Д. Поболь; исследование было проведено в 1978 году П. Ф. Лысенко; раскопки не проводились.
Непосредственно деревня Околица была основана в начале 1920-х годов: жители соседних деревень переселились на бывшие помещичьи земли.
К июлю 1931 года относится организация в Околице колхоза имени Н. К. Крупской. Во время Великой Отечественной войны деревня была оккупирована немецко-фашистскими войсками, которые в апреле 1944 года сожгли 23 двора и ограбили населённый пункт; были убиты 6 жителей Околицы. На фронте погибли 3 жителя. В 1986 году деревня входила в состав совхоза «Петровичи».
До 20 ноября 2013 года деревня входила в состав Гороховского сельсовета.

## Население
- 1926 год — 182 человека, 38 дворов[1][3]
- 1940 год — 111 человек, 28 дворов[3]
- 1959 год — 168 человек[1]
- 1970 год — 95 человек[1]
- 1986 год — 35 человек, 22 хозяйства[1]
- 1997 год — 9 человек, 7 дворов[3]
- 2007 год — 6 человек, 4 хозяйства[1]

## Комментарии
1. ↑  Название и ударение даны по: Назвы населеных пунктаў Рэспублікі Беларусь: Магілёўская вобласць: нарматыўны даведнік / І. А. Гапоненка і інш.; пад рэд. В. П. Лемцюговай. — Минск: Тэхналогія, 2007. — С. 79. — 406 с. — ISBN 978-985-458-159-0..